# عبد الله المساوي
عبد الله المساوي مفكر وكاتب صحفي مغربي مختص في التحليل السياسي. يعتبر من كتاب الرأي المتخصصين في العلاقات الدولية والعربية. انتخب مشرفا عاما للنقابة المغربية للمراسلين الصحفيين سنة 2011. شغل أستاذا للغة الفرنسية وآدابها لمدة 24 عاما. ثم ناظرا للتعليم الثانوي. درس ب الكلية المتعددة التخصصات بأسفي. له العديد من البحوث في مجالات التربية. عمل مكونا للعديد من الطلبة الفرنسيين الوافدين من المعهد المتوسطي الفرنسي (IMF) بمرسليا. تم انتخابه نائبا للكاتب العام لصحافة التحقيق بفرع أسفي ( AMJI) منذ سنة 2013. 

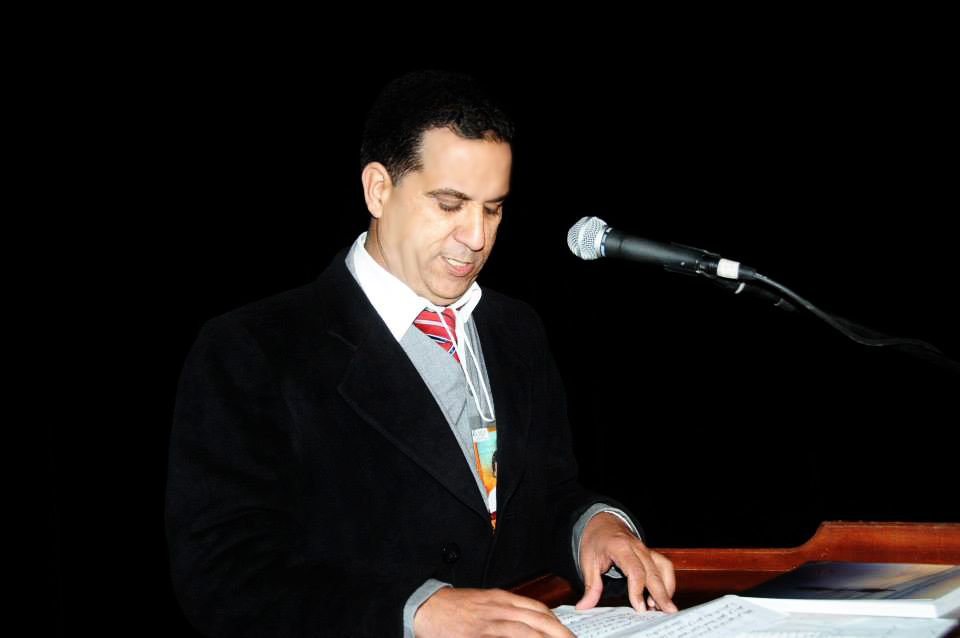
عبد الله المساوي

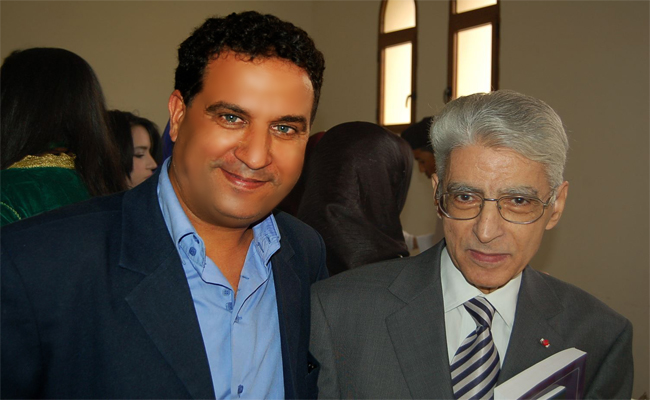
عبد الله المساوي

## مسيرته

### نشأته
ولد عبد الله المساوي في 1 يناير 1963 بسبت جزولة، مدينة أسفي بالمغرب، لأسرة اشتهرت بالتجارة بالجملة منذ ثلاثينيات القرن الماضي. كان مولعا منذ صغره بالقراءة والإطلاع على كتب القدامى الشيء الذي مكنه من امتلاك ناصية القول. تتلمذ على يد العديد من الكتاب المغاربة والمشارقة المرموقين أمثال الروائي الأستاذ أحمد السباعي البكري الذي قال فيه -سنة 1982 أيام كان يدرس عنده بمعهد الفاضل بمدينة الدارالبيضاء – «سيكون لك شأن عظيم مع لغة الضاد مستقبلا». بعد حصوله على شهادة الباكالوريا سنة 1983. انتقل إلى مدينة الجديدة بالمغرب حيث حصل على الإجازة في اللغة الفرنسية وآدابها سنة 1988. 

### نشاطاته
أشرف الأستاذ عبد الله المساوي على العديد من برنامج الدعم التربوي. وشارك في العديد من لجان الاختبارات العملية والشفوية لنيل الكفاءات التربوية. اختير سنة 2004 للمشاركة في المباراة الوطنية حول تكنولوجيا الإعلام والتواصل في مجال التربية والتكوين.ساهم في برنامج "المغرب التشاركي PCM بمشروع كيفية تفعيل مراصد القيم داخل المؤسسات التعليمية بالمغرب. ساهم بمدينة أكادير سنة 2012 في تنشيط ندوة حول التواصل البناء داخل المقاولات.

## من مؤلفاته
يؤلف عبد الله المساوي في القضايا السياسية والاجتماعية والاقتصادية والفكرية، ويهتم بقضايا الحقوق والعولمة والقيم. يتقن عدة لغات ويؤلف بالعربية والفرنسية ومن أهم مؤلفاته:
- الدولة التي ساعدتها ألقت بك في برميل القمامة (16-08-2010).
- الوضع العربي والصراع الأمريكي ـ الإيراني أي معنى وأي أفق؟ (30-08-2010).
- سلطة رام الله: القبل... والضحك الاصفر وكثير من العبث (08-09-2010).
- الفن والالتزام في هذا الزمن العنيد 23(-09-2010).
- ميثولوجيا حكام البيت الأبيض (31-10-2010).
- إعلامنا.. إعدامنا ؟ (22-11-2010).
- تجارة يخشون كسادها في العراق وأفغانستان (28-11-2010).
- الإرهاب.. كلمة ليست كالكلمات (09-12-2010).
- وثائق ويكيليكس.. نفايات السي آي إيه (14-12-2010).
- المثقف العربي ولعبة السياسة (10-02-2011).
- الشباب العربي واستعذاب الموت (13-02-2011).
- إلى صديقي الصحفي الجزائري المحترم (09-03-2011).
- عسكر الجزائر ولعبة الجزار والخباز (24-03-2011).
- الثورة الليبية والتجاذبات الدولية (16-04-2011).
- شباب اليوم وشيوخ أحزاب الأمس (30-04-2011).
- عن محددات الوطنية الحقة (12-05-2011).
- في مصيدة التاريخ يسقط الطغاة (19-04-2012).
- طارق عزيز... أضحية العيد القادم؟ (19-04-2011).
- هل يفلح 'الساحر' المالكي حيث أتى..؟ (24-04-2012).
- حول هذا المدعو تيري جونز... (12-10-2012).

## الشواهد التقديرية
حاز عبد الله المساوي على عدد من الجوائز وا الشواهد، منها:
- شهادة تقديرية: درع الأكاديمية من السيد مدير الأكاديمية الجهوية للتربية والتكوين دكالة عبدة ذ.محمد المعزوز.
- رسالة شكر وتنويه من السيد النائب الإقليمي لوزارة التربوية الوطنية بأسفي-ذ المصطفى الجرموني.
- شهادة تقديرية من مجموعة مدارس جمالي الأبطال مع حفل تكريمي.
- شهادة تقديرية من النقابة المغربية للمراسلين الصحفيين مع حفل تكريمي ببني ملال.
- شهادة تقديرية من الأكاديمية الدولية للصحافة والإعلام
- شهادة تقديرية من الاتحاد العربي للصحافة الإلكترونية.
- شهادة تقديرية من اتحاد كتاب المغرب فرع أسفي.
- شهادة تقديرية من الجمعية المغربية لصحافة التحقيق. واتحاد كتاب المغرب.